# Själevads kyrka
Själevads kyrka är en kyrkobyggnad i Själevad. Den är församlingskyrka i Själevads församling i Härnösands stift. År 1998 utsågs den till Sveriges vackraste kyrka av tidningen Året Runts läsare och i februari år 2020 vann den samma titel i en omröstning bland tidningen Dagens läsare.
 Från den åttkantiga kyrkan har man utsikt över Själevadsfjärden och Moälvens dalgång. Kyrkan är en populär vigselkyrka och har ett rikt musikutbud med många konserter under året och flera aktiva körer.

## Kyrkobyggnaden
Den nuvarande kyrkan ersatte en medeltida kyrka som låg i närheten. Den gamla kyrkan var en enkel rektangulär stenbyggnad utan torn helgad åt S:t Olof. Dess innerväggar var försedda med målningar, som överkalkades vid en reparation på 1700-talet. Den 29 maj 1876 påbörjades rivningen av kyrkan utan att tillstånd inhämtats. Kyrkan var så robust byggd att man till slut fick spränga bort den. Projektet hemlighölls ända till verkställandet, eftersom man befarade våldsamma protester från församlingsborna mot sprängningen. 
Nuvarande kyrka började byggas 1876 och invigdes den 12 september 1880 av biskop Lars Landgren. Stilen är delvis nyklassicistisk med kolonnprydda gavlar liknande ett grekiskt tempel och med ett ljust och luftigt kyrkorum. Innertakets nuvarande takkupol tillkom vid en renovering 1923.
Natten mellan fredagen den 31 januari och lördagen den 1 februari 1986 begicks ett inbrott i kyrkan, där inbrottstjuvarna stal kyrksilver. Inbrottstjuvarna greps senare av polisen och dömdes. Kyrksilvret befarades vara nedsmält, eller sålt till sydligare delar av Kontinentaleuropa. Nytt kyrksilver köptes in, och invigdes 1992. I maj 2002 återvände dock det stulna silvret i kartonger.

## Inventarier
- Dopfunten är tillverkad 1959 av Själevadsgranit.
- Nuvarande orgel med 53 stämmor är tillverkad 2007 av Grönlunds Orgelbyggeri.
- Altaruppsatsen är tillverkad på 1700-talet av Johan Edler den äldre.
- Altartavlan från 1923 är målad av Själevadskonstnärerna Gustaf Strandberg och Gunnar Wiberg. Tavlan är en kopia av Peter Paul Rubens målning "Lansstöten".
- Höger om altaruppsatsen står en kopia av Thorvaldsens Kristus. Skulpturen köptes in på auktion någon gång före år 1880.
- Den 29 november 2015 invigdes ett klockspel med 13 klockor i tornet några år senare utökades klockspelet till 21 klockor.

## Galleri

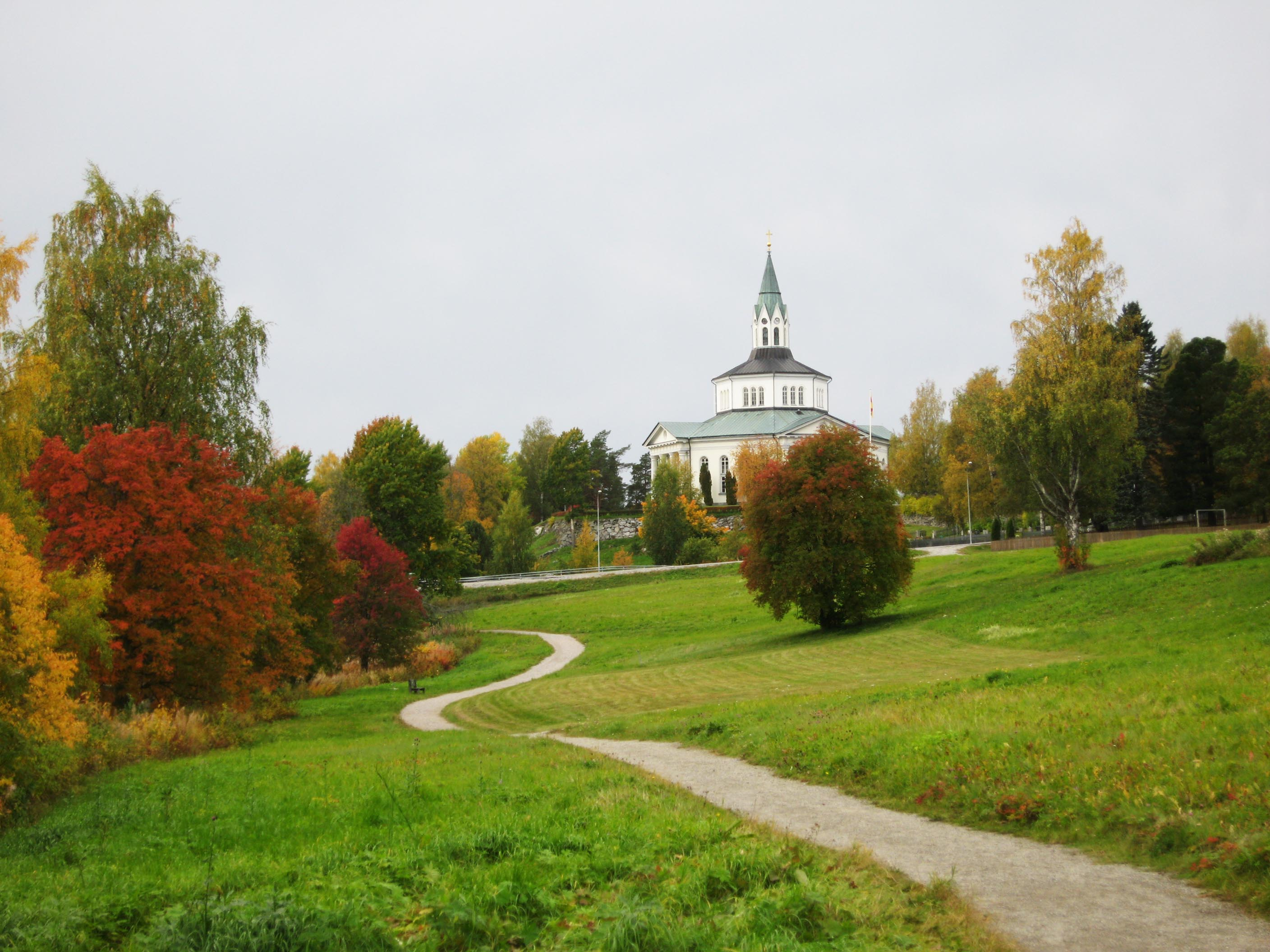
Själevads kyrka i höstfärger 2009
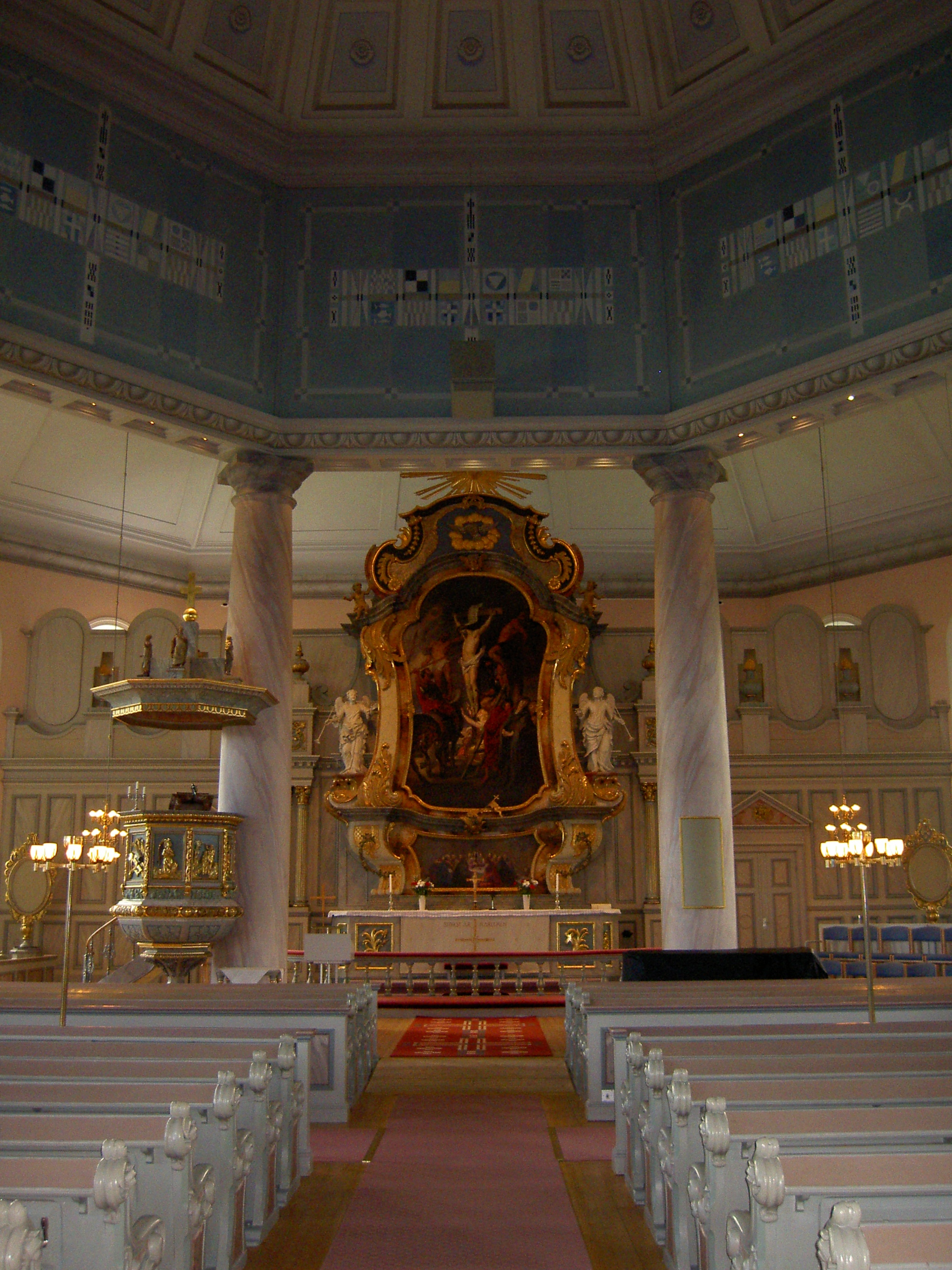
Kyrkorum med predikstol och altartavla
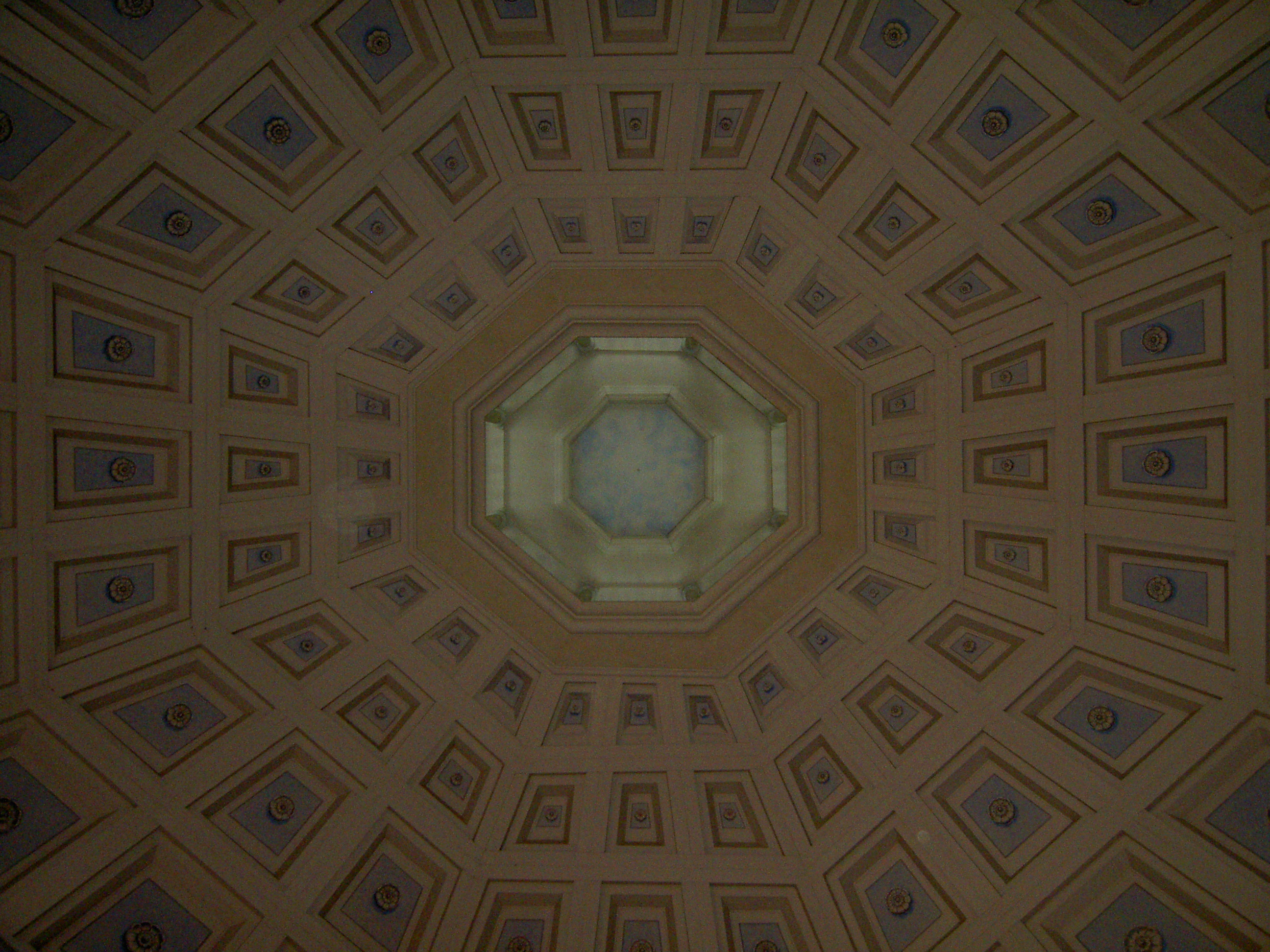
Innertaket
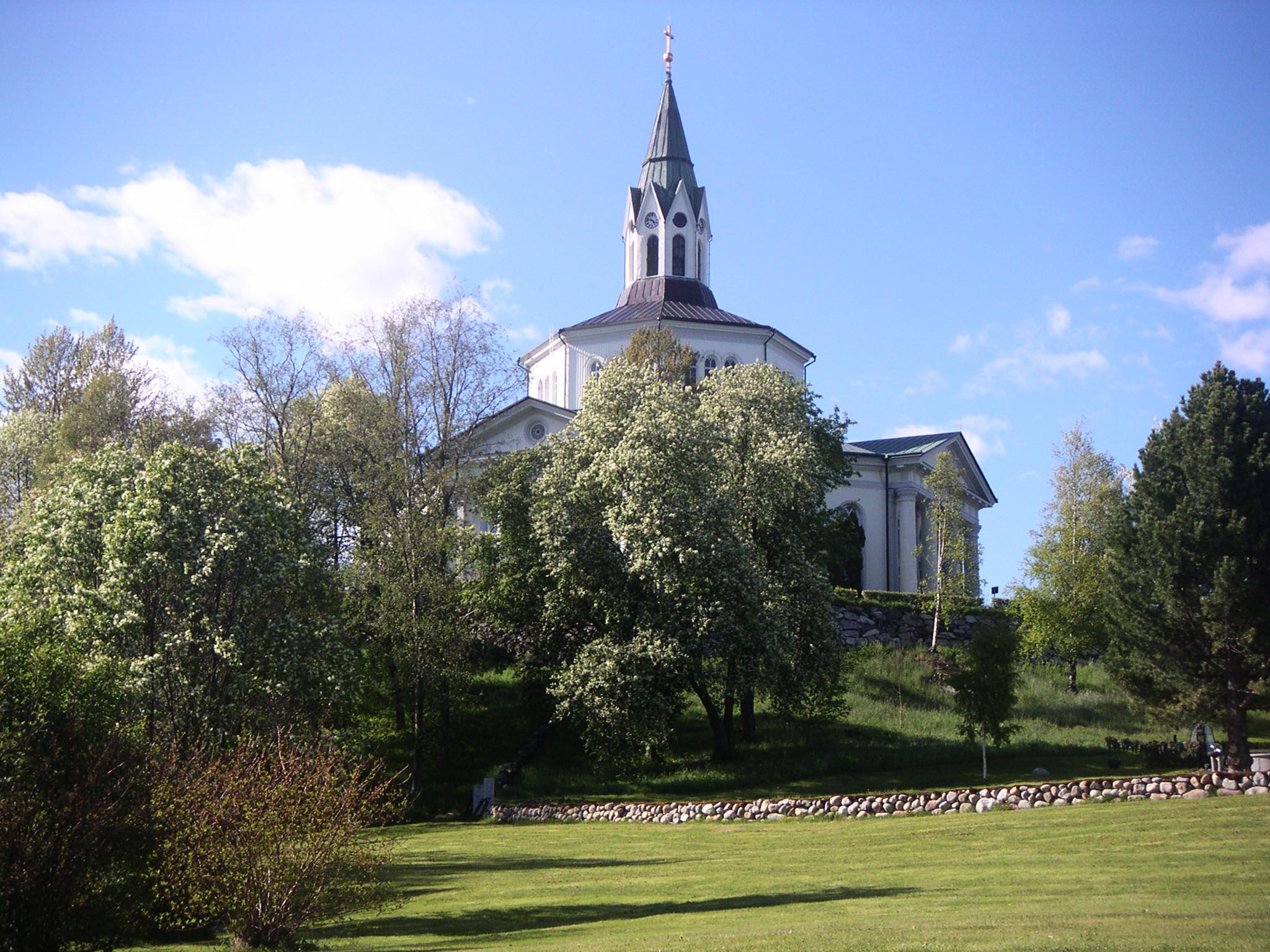
Själevads kyrka försommartid 2004

### Webbkällor
- Information från Själevad-Mo-Björna kyrkliga samfällighet
- Härnösands Stifts Herdaminne av L. Bygdén

### Fotnoter
1. ↑  Åke Westerlind (23 augusti 2009). ”Själevads kyrka, Sveriges vackraste 1998” (på svenska). Örnsköldsviks Allehanda. Arkiverad från originalet den 26 december 2017. https://web.archive.org/web/20171226021329/http://www.allehanda.se/sjalevads-kyrka-sveriges-vackraste-1998. Läst 25 december 2017.
2. ↑  Josefin Lilja (25 februari 2020). ”Här är Sveriges vackraste kyrka” (på svenska). Dagen. https://www.dagen.se/kultur/har-ar-sveriges-vackraste-kyrka-1.1670901. Läst 25 februari 2020.
3. ↑  ”Själevads kyrka”. Svenska kyrkan. Arkiverad från originalet den 21 januari 2021. https://web.archive.org/web/20210121010233/https://www.svenskakyrkan.se/sjalevad/sjalevads-kyrka. Läst 12 februari 2021.
4. ↑  Kjell E. Hägglund (24 maj 2002). ”Kyrksilvret tillbaka efter 16 år” (på svenska). Allehanda. https://www.allehanda.se/artikel/kyrksilvret-tillbaka-efter-16-ar. Läst 12 februari 2021.